# Philippe Goy
Pour les articles homonymes, voir Goy (homonymie).
Philippe Goy, né le 7 novembre 1941 à Charvieu, est un écrivain français de science-fiction. 
Ancien élève de l'École normale supérieure, il est docteur ès sciences et chercheur en physique au CNRS.
Il est photographe sous son nom de baptême, et écrivain sous le pseudo-pseudonyme de Philip Goy.

## Œuvres
- Le Père éternel, Denoël, coll. "Présence du futur", n° 176, 1974.  (ISBN 2207301761)
- Le livre/machine (roman et autre chose...), Denoël, coll. "Présence du futur", n° 193, 1975. 196 p. Mention spéciale au festival de Metz en 1976.
- Retour à la Terre, définitif (dans l'anthologie Retour à la Terre 2, dirigée par Jean-Pierre Andrevon), Denoël, coll. "Présence du futur", n° 216, 1976, p. 177-214. Prix de la meilleure nouvelle à la convention de Limoges en 1977.
- Vers la révolution (recueil de nouvelles), Denoël, coll. "Présence du futur", n° 247, 1977.
- Faire le mur, Denoël, coll. "Présence du futur", n° 307, 1980.  (ISBN 2207303071)

## Récompense
- Grand prix de l'Imaginaire meilleur roman francophone 1976 : Le livre/machine.
- Grand prix de l'Imaginaire catégorie nouvelles 1977 : Retour à la Terre, définitif.